# 대구중앙고등학교
대구중앙고등학교(大邱中央高等學校)는 대한민국 대구광역시 수성구 수성동4가에 있는 사립 고등학교이다.

## 학교 연혁
- 1952년 6월 20일 : 대구시 남산동 141번지에서 중앙경리기술고등학관의 인가 받음
- 1953년 3월 1일 : 대구시 봉산동 137번지로 이전함
- 1953년 3월 23일 : 중앙경리고등기술학교 승격인가를 받음
- 1954년 5월 31일 : 재단법인 청계학원 설립인가, 초대 이사장 박재관 취임
- 1955년 2월 2일 : 중앙상업고등학교로 승격인가를 받음 (주간 6학급, 야간 3학급), 초대 교장 정인호 취임
- 1955년 5월 4일 : 대구시 신천동 1145번지로 이전함
- 1956년 2월 28일 : 대구중앙중학교 병설 인가 받음 (주간 6학급, 야간 3학급)
- 1962년 8월 22일 : 재단명칭을 경북상업교육재단으로 변경
- 1965년 10월 22일 : 철근콘크리트 4층 11개 교실을 착공하여 익년 5월 20일에 준공(현 고등학교 신관)
- 1968년 6월 10일 : 철근콘크리트 5층 18개 교실을 착공하여 익년 2월 28일에 준공(현 고등학교 본관)
- 1970년 8월 10일 : 철근콘크리트 지하 1층, 구내식당 지상 5층 10개 교실을 착공하여 익년 3월 1일 준공 (현 고등학교 별관)
- 1970년 11월 7일 : 석암 박재관 동상 제막
- 1979년 3월 1일 : 중학교와 고등학교를 분리
- 1999년 3월 1일 : 학칙 변경 (1부 남녀공학 30학급, 2부 남학생 6학급)
- 1999년 5월 14일 : 교명 변경 (중앙경영정보고등학교)
- 2001년 8월 31일 : 학칙변경 2부 폐지
- 2010년 3월 2일 : 대구중앙고등학교로 교명변경
- 2011년 6월 29일 : 학칙변경 (일반계고등학교 출범, 남여공학 30학급)
- 2012년 12월 10일 : 인조잔디 운동장 조성공사 준공
- 2019년 10월 28일 : 다목적 강당 및 급식실 증축 공사 준공
- 2021년 3월 1일 : 제18대 교장 유영애 취임
- 2015년 3월 1일 : 제16대 교장 최진연 취임
- 2021년 3월 1일 : 제18대 교장 유영애 취임

## 참고 자료
- 대구중앙고등학교 - 한국교육학술정보원 학교알리미